# Juan José Rodríguez Gutiérrez
Juan José Rodríguez Gutiérrez, detto Juanjo Rodríguez (Candás, 15 ottobre 1949), è un allenatore di calcio ed ex calciatore spagnolo di ruolo attaccante.

## Palmarès

### Club

#### Competizioni nazionali
- Segunda División spagnola: 1

Real Saragozza: 1977-1978